# Naum Rogožin
Naum Rogožin (Voronež, 12 febbraio 1879 – 17 marzo 1955) è stato un attore sovietico.

## Filmografia parziale

### Attore
- L'ultima attrazione (1929)
- L'impiegato statale (1930)
- Zori Pariža (1936)

## Premi
- Artista onorato della RSFSR